# Nina (pel·lícula de 2024)
Nina és una pel·lícula espanyola de thriller i drama escrita i dirigida per Andrea Jaurrieta, basada en l'obra de teatre homònima de José Ramón Fernández, que al seu torn va estar basada en l'obra de teatre La gavina d'Anton Txèkhov. És protagonitzada per Patricia López Arnaiz i Darío Grandinetti. Es va estrenar al Festival de Màlaga el 4 de març de 2024, i té previst la seva estrena en cinemes espanyols per al 10 de maig de 2024, amb distribució de BTeam Pictures.

## Argument
Nina, una dona de 45 anys, malalta i actriu fracassada, torna de Madrid al poble d'on va marxar fa trenta anys quan tenia 16 anys, amb una escopeta a la bossa amb la intenció de venjar-se de Pedro, ara escriptor famós i que va abusar d'ella quan era joveneta. Vol aprofitar el moment en què van a fer un homenatge a l'escriptor, però la trobada amb Blas, un amic de la infantesa, li fa replantejar-se la seva actitud.

## Repartiment
- Patricia López Arnaiz com a Nina[2]
- Darío Grandinetti com a Pedro[5]
- Aina Picarolo com a Nina jove[2]
- Iñigo Aranburu com a Blas[5]
- Mar Sodupe[6]
- Ramon Agirre[6]
- Silvia de Pé[6]
- Daniel Vitallé[6]
- Eneko Gutiérrez Lavandero[6]

## Producció
Escrit per Andrea Jaurrieta i consistent en una adaptació "molt lliure" de l'obra Nina de José Ramón Fernández, la pel·lícula barreja el drama amb elements del neo-Western. Nina és una producció de BTeam Prods, Icónica Producciones, Irusoin i Lasai Producciones, amb la participació d'EiTB, Movistar Plus+, Filmin i Vodafone TV, i amb el suport de l'ICAA, el Govern basc, l'administració regional de Madridi el Govern de Navarra. Es va rodar en exteriors a Mundaka, Bermeo, el llac Laga i Busturia.

## Estrena
La pel·lícula es va estrenar a la competició principal del 27è Festival de Màlaga el 4 de març de 2024, competint per la Bisnaga d'Or. Distribuïda per BTeam Pictures, es va estrenar a les sales de cinema el 20 de maig de 2024 a Espanya. Nina també va arribar al programa del 42è Festival de Cinema de Torí.

## Recepció
Al lloc web de l'agregador de ressenyes Rotten Tomatoes, el 83% de les 6 ressenyes dels crítics són positives, amb una valoració mitjana de 7,2/10.
Rubén Romero Santos de Cinemanía va puntuar la pel·lícula amb 4 sobre 5 estrelles, esmentant una "espectacular" López Arnaiz, "la millor actriu espanyola per enfadar-se a la pantalla".
Ekaitz Ortega de HobbyConsolas va donar a la pel·lícula 86 punts ("molt bé") citant "el control del tempo de Jaurrieta, l'ambiciós compromís de no deixar mai descansar l'espectador en cap moment i les actuacions" com les millors coses de la pel·lícula.
Luis Martínez d' El Mundo va donar 4 estrelles a la pel·lícula, escrivint que Jaurrieta "s'acosta Les maneres d'Almodóvar de compondre una història tenyida de melodrama".

## Reconeixements
| Any  | Premi                          | Categoria              | Nominat             | Resultat  | Ref    |
| ---- | ------------------------------ | ---------------------- | ------------------- | --------- | ------ |
| 2024 | 27è Festival de Màlaga         | Premi de la Crítica    | Premi de la Crítica | Guanyador | [ 14 ] |
| 2025 | 12a edició dels Premis Platino | Millor actor secundari | Darío Grandinetti   | Nominat   | [ 15 ] |